# ظاهرة بصرية

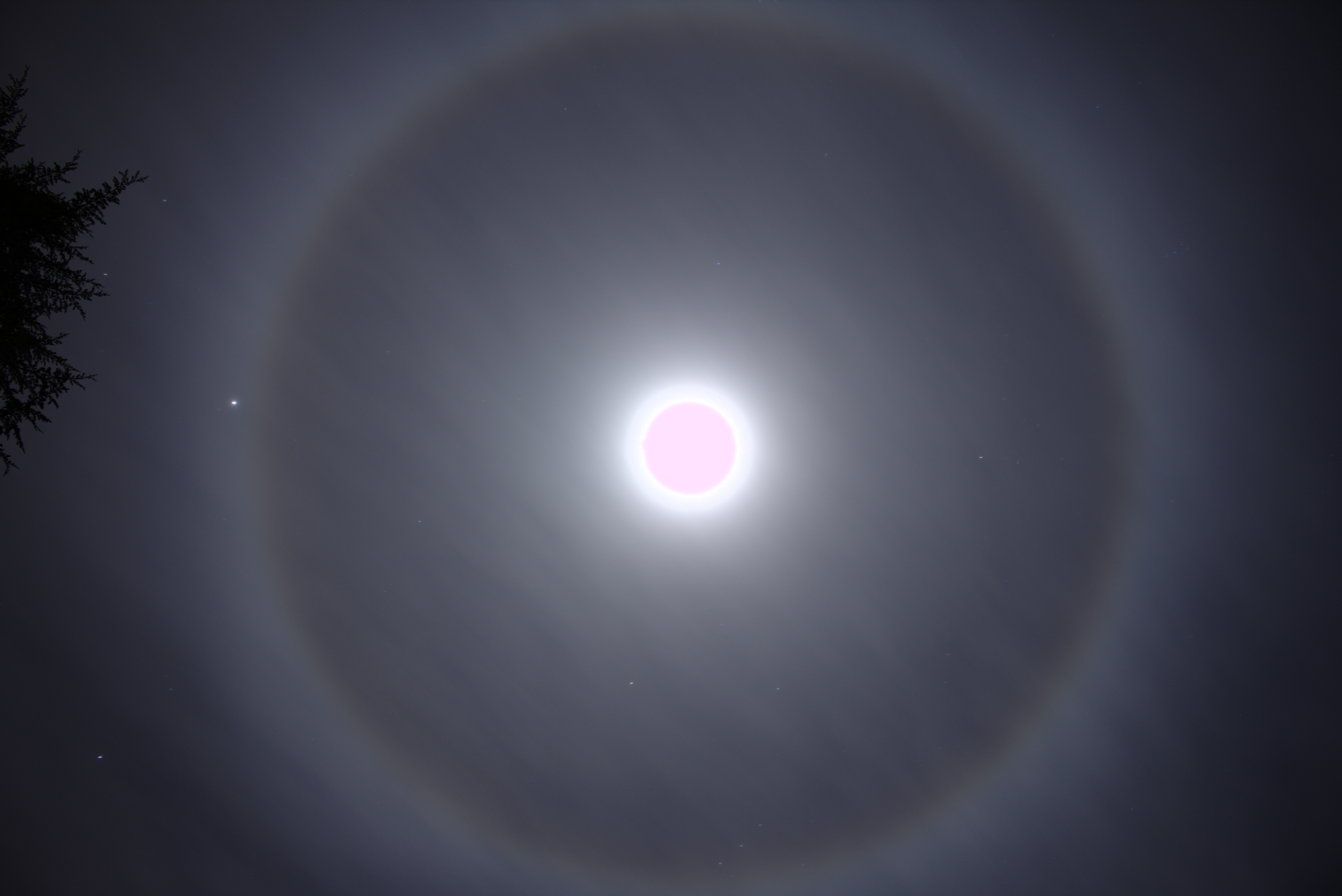
صورة تظهر حلقة القمر.

الظاهرة البصرية هي إحدى المشاهدات الطبيعية التي تلاحظ في الطبيعة والناتجة عن التآثر بين الضوء والمادة. إن دراسة الظواهر البصرية يعد الأساس في علم البصريات.
من الأمثلة الشائعة على الظواهر البصرية حدوث تآثرات بين ضوء الشمس أو القمر مع الغلاف الجوي للأرض ومكوناته من غيوم وبخار ماء وغبار وغير ذلك. يشكل قوس قزح على سبيل المثال أبرز الأمثلة على ذلك. من الأمثلة الأخرى تشكل أشعة خضراء لعدة ثوان عند غروب الشمس، وذلك في حالات نادرة عند توفر الشروط الملائمة.
تندرج ظاهرة فاتا مورغانا تحت باب السراب، والذي يعد بدوره من الأمثلة الشائعة على الظاهر البصرية. يحدث السراب عادة في الصحراء، في حين أن فاتا مورغانا هي ظاهرة سراب يمكن أن تصادف في أماكن مختلفة على البر أو اليابسة.

## اقرأ أيضاً
- علم البصريات
- شمس كاذبة (ظاهرة بصرية)
- هالة (ظاهرة بصرية)